# Vardenis (berg)
Vardenis (armeniska: Վարդենիս լեռ:  Vardenis ler) är ett berg i Armenien. Det ligger i den centrala delen av landet, 90 kilometer öster om huvudstaden Jerevan. Toppen på Vardenis Lerr är 3 522 meter över havet. Berget tillhör Vardenisbergen.
Terrängen runt Vardenis är huvudsakligen lite bergig. Vardenis är den högsta punkten i trakten. Närmaste större samhälle är Vardenik, 15,8 kilometer nordväst om Vardenis. 
Trakten runt Vardenis består i huvudsak av gräsmarker. Runt Vardenis är det ganska glesbefolkat, med 28 invånare per kvadratkilometer.